# Țepeș Vodă (okręg Konstanca)
Țepeș Vodă – wieś w Rumunii, w okręgu Konstanca, w gminie Siliștea. W 2011 roku liczyła 765 mieszkańców.